# The Firm (téléfilm)
Pour les articles homonymes, voir The Firm.
 (février 2014).
The Firm est un téléfilm réalisé par Alan Clarke en 1988 et écrit par Al Ashton. Le film est inspiré des activités de l'Inter City Firm, une organisation de hooligans du club de football de West Ham United pendant les années 1970-80, bien que le nom de l'organisme ait été changé dans le film pour devenir The Inter City Crew (ICC).
Des bandes rivales de supporters de football s'affrontent dans ce film marquant les débuts de la carrière de Gary Oldman, qui interprète Clive « Bexy » Bissel, ainsi que de Phil Davis, Charles Lawson (en) et Steve McFadden. Le film est notable pour ne comporter pratiquement aucune musique, même pas à l'ouverture, ni au générique de fin.
Le club de West Ham United a également servi de support au film Hooligans, réalisé en 2005 par Lexi Alexander.
The Firm a été réadapté en 2009 par Nick Love.

## Synopsis
Clive « Bexy » Bissel est un homme marié avec un bébé, et il est clair que sa femme n'est pas d'accord avec ses activités de hooligan, qui tranchent avec son emploi d'agent immobilier respectable. Même lorsque son bébé est blessé par un couteau par négligence, Bexy n'est pas disposé à renoncer à la violence qui le stimule. Le père de Bexy montre quant à lui un certain degré d'acceptation du mode de vie de son fils, lui-même ayant été impliqué dans des activités similaires. Bexy utilise ses qualités de meneur naturel pour intimider et encourager ses pairs. Il a aussi une vision d'une organisation nationale, à qui pourraient se joindre l'ensemble des petites organisations pour n'en former qu'une seule. Mais ses idées ne sont pas acceptées par d'autres leaders d'organisations de supporters extrémistes.
Les hooligans de Bexy ne possèdent pas clairement de statut entre les différents clubs de supporters, et Bexy aime être admiré par les jeunes de son organisation. Ils se considèrent d'ailleurs eux-mêmes comme importants et respectés dans leur communauté. Mais l'épouse de Bexy lui souligne que la vérité est quelque peu différente : les autres leaders le considèrent comme un amateur, mais le tolèrent en raison de la peur de sa nature violente et peu sont prêts à lui rappeler qu'il n'est en aucun cas le héros de leur classe ouvrière, ce qu'il pense être.

## Distribution
- Gary Oldman : Clive « Bexy » Bissel
- Lesley Manville : Sue Bissel
- Charles Lawson (en) : Trigg
- Nick Dunning : Simon
- Robbie Gee : Snowy
- Jay Simpson : Dominic
- Phil Davis : Yeti
- Andrew Wilde : Oboe
- William Vanderpuye : Aitch
- Patrick Murray : Nunk
- Terry Sue Patt : Yusef
- Nicholas Hewetson : Beef
- Steve McFadden : Billy
- Hepburn Graham : Stu

## Distinctions
- Remporté le Prix Europa